# Diego Botto
Diego Fernando Botto Alduncín (Buenos Aires, 11 de diciembre de 1948 - 21 de marzo de 1977) fue un actor argentino asesinado durante la campaña de terror de la dictadura argentina de Videla. Casado con la actriz Cristina Rota, fueron padres de los actores María y Juan Diego Botto, y es tío del actor Alejandro Botto.

## Biografía
Diego Fernando Botto Alduncín nació el 11 de diciembre de 1948 en Buenos Aires, hijo de Luis Botto y Mili Alduncín, tenía ascendencia italiana y vasco-española. Se formó como actor en el Taller de Teatro “Agustín Alezzo”. Comenzó a participar en películas en 1972, junto a la también actriz María Cristina Rota, con la que tuvo dos hijos: María (1974) y Juan Diego (1975), posteriormente actores.
Militante de Juventud Peronista y Montoneros, el 21 de marzo de 1977 él fue secuestrado y asesinado durante la campaña de terror de la dictadura argentina de Videla. Su esposa desconocía su destino, y en 1978, embarazada de otra pareja, decidió exiliarse a España, donde dio a luz a su hija (Nur Levi) y crio a sus tres hijos.

## Filmografía

### Cine
- La maffia (1972)
- Mi amigo Luis (1972)
- El profesor tirabombas (1972)

### Series de televisión
- María y Eloísa  (1972)
- Alta comedia (1974)
- Alguna vez, algún día (1976)